# Жаворонков, Георгий Яковлевич
Георгий Яковлевич Жаворонков (род. 16 апреля 1905 года, с. Быстрица, Оричевский район Кировской области — 1966 год, там же) — российский и советский художник-иконописец. Участник советско-финской войны (1939—1940) и Великой Отечественной войны (1941—1945). Был репрессирован; 29 сентября 1951 года осуждён по 58 статье. Приговор: 10 лет лишения свободы. Отбывал наказание с 1951 по 1956 год.  Реабилитирован 18 июля 1989 года.

## Биография
Георгий Жаворонков родился 16 апреля 1905 года в селе Быстрица (Кировская область). В 1928 году окончил художественный техникум в Кирове.
1928—1930 гг. — преподаватель черчения и рисования.
В 1930 году окончил военные курсы «Выстрел» и получил офицерское звание. Затем он участвовал в подавлении басмаческого движения в Средней Азии. С 1935 по 1939 годы жил в посёлке Вахруши, работал художником клубов и преподавателем рисования и черчения в школе. В 1940 году Жаворонков участвовал в Советско-финляндской войне, затем в Великой Отечественной войне (Жаворонков сражался на Калининском фронте, был командиром взвода пулемётчиков). После тяжелого ранения и контузии комиссован (инвалид Отечественной войны II группы). На фронте художник дал обет посвятить себя служению Богу.
После возвращения с фронта в родное село, художник выполнил росписи «Воскресение Господне» и «Жены Мироносицы у гроба Господня» в алтаре Троицкой церкви (1946—1947 годы), а также основал сельскую библиотеку (1948 год). В 1950 году по доносу недоброжелателей и за религиозные убеждения художник был арестован и 19 сентября 1951 года осуждён по 58 статье. Он провёл в тюрьме 5 лет, с 1951 по 1956 год (Вятлаг НКВД—МГБ), а затем вернулся в родное село. 
В апреле 1962 года художник написал письмо в Министерство культуры РСФСР, в котором просил вернуть статус памятника архитектуры Троицкой церкви, построенной в 1663 году, однако Министерство оставило его просьбу без внимания.
Жаворонков умер в 1966 году, посмертно реабилитирован в июле 1989 года. За время своей жизни художник написал около 100 работ на разные темы.